# GKB – Köflach bis Strassgang
Die Dampflokomotiven KÖFLACH, VOITSBERG, LIGIST und STRASSGANG waren Schlepptenderlokomotiven der Graz–Köflacher Bahn (GKB), einer privaten Bahngesellschaft Österreich-Ungarns.
Die vier Lokomotiven wurden 1862 (zwei Stück), 1868 und 1871 von der Lokomotivfabrik der StEG an die Graz–Köflacher Bahn geliefert.
Die Südbahngesellschaft (SB), die 1878 bis 1923 den Betrieb auf der GKB führte, reihte die Maschinen als Reihe 21 in Zweitbesetzung mit den Betriebsnummern 121–124 ein.
Die Maschinen wurden bis 1904 ausgemustert.